# Vultee A-31
Die Vultee A-31 Vengeance ist ein US-amerikanischer Sturzkampfbomber aus der Zeit des Zweiten Weltkriegs. Von 1942 bis 1944 wurden insgesamt 1931 Maschinen des Haupttyps A-31 sowie der Variante A-35 gebaut. Das Flugzeug wurde auch an Australien, Brasilien und Großbritannien geliefert, wobei alleine 1205 Exemplare – also rund 62 Prozent aller gebauten Maschinen – an die Royal Air Force geliefert wurden. Auch die Forces françaises libres erhielten 1943 etwa 50 ehemalige australische Maschinen.

## Konstruktion
Die Vultee A-31 Vengeance war ein Sturzkampfbomber, der 1941 als Vultee Model 72 (V-72) gebaut wurde. Zusätzlich wurden Maschinen bei der Northrop Corporation gefertigt. Die V-72 wurde privat finanziert und war für den Export vorgesehen.
Sie war ein einmotoriger Tiefdecker mit geschlossenem Cockpit für zwei Besatzungsmitglieder und besaß einen luftgekühlten Doppelsternmotor Wright Cyclone GR-2600-A5B-5 mit 1622 PS. Als Bewaffnung hatten die Vengeance Mk. I bis III vier vorwärtsfeuernde 7,62-mm-MGs in den Tragflächen und zwei bewegliche 7,62-mm-MGs im hinteren Cockpit, bei der Mk.IV (A-35B) waren dies 12,7-mm-MG (vier in den Flügeln und ein bewegliches). Im internen Bombenschacht konnten zwei Bomben von 227 kg mitgeführt werden und zusätzlich zwei Bomben von 113 kg an Flügelstationen. Die Mk.IV (A-35B) konnten durch den stärkeren Motor eine größere Bombenlast an den Flügelstationen mitführen, dort waren nun zwei Bomben von 227 kg möglich.

## Produktion und Einsatz
Anfang 1940 gab Frankreich bei Vultee einen neu zu entwickelnden Sturzkampfbomber in Auftrag, von dem bereits im Oktober 1940 die ersten von 300 Exemplaren abgeliefert werden sollten. Die Kapitulation des Landes im Juni 1940 machten diese Pläne zunichte; zur gleichen Zeit interessierte sich jedoch auch Großbritannien für ein derartiges Flugzeug. Da kein anderes geeignetes Baumuster gefunden werden konnte, bestellte die British Purchasing Commission am 3. Juli 1940 bei Vultee 200 Exemplare der V-72 Vengeance. Am 2. Dezember 1940 kamen weitere 100 Maschinen dazu. Der erste Prototyp (RAF-Seriennr. AF745, Werknr. 4101) hatte am 30. März 1941 vom Werksflugplatz Downey bei Los Angeles seinen Erstflug. Die vom US Army Air Corps überstellten Maschinen erhielten die Bezeichnung A-31.
Auch das United States Army Air Corps bekam Interesse an Sturzkampfbombern und bestellte oder rückbeorderte Maschinen. Die erweiterte Version der Vengeance wurde mit A-35 bezeichnet und mit einem Wright Cyclone R-2600-19-Motor ausgestattet. Größter Abnehmer der Maschine war letztlich die Royal Air Force, die insgesamt 1205 Flugzeuge erhielt. Da die ersten Maschinen indessen erst 1942 ausgeliefert wurden – als die Schwächen von Sturzkampfflugzeugen gegenüber Jagdflugzeugen bereits deutlich erkennbar geworden waren –, entschied sich die britische Luftwaffe dahingehend, den überwiegenden Teil der Flugzeuge nicht in Europa einzusetzen, sondern auf dem pazifischen Kriegsschauplatz, wobei das Haupteinsatzgebiet vorzugsweise über Burma lag. Die Maschine soll sich hierbei bei Angriffen gegen Ziele im Dschungel – und auch da die japanische Jagdabwehr über Burma relativ schwach war – vergleichsweise gut bewährt haben. So wird dem Bomber beispielsweise während des sogenannten Arakan-Feldzuges sowie während der Schlacht um Kohima eine große Wirksamkeit gegen japanische Lastwagenkonvois und Nachschublager zugeschrieben. Bis Mitte 1945 wurden die Flugzeuge zur Gänze aus der aktiven Kampfrolle herausgelöst und rückwärtigen Diensten zugeteilt beziehungsweise sie wurden als Verbindungsflugzeuge, Trainer oder Zielschlepper eingesetzt. Einige Exemplare blieben noch bis 1948 in Dienst, wurden dann aber endgültig ausgesondert. 
Als die Produktion 1944 eingestellt wurde, waren insgesamt 1931 Maschinen produziert worden.
Abnahme der A-31/A-35 durch die USAAF:
| Hersteller              | Typ              | 1942 | 1943 | 1944 | SUMME |
| ----------------------- | ---------------- | ---- | ---- | ---- | ----- |
| Consolidated, Nashville | Vengeance Mk. I  | 200  |      |      | 200   |
| Consolidated, Nashville | Vengeance Mk. II | 294  | 6    |      | 300   |
| Northrop, Hawthorne     | Vengeance Mk. II | 200  |      |      | 200   |
| Consolidated, Nashville | A-31             |      | 100  |      | 100   |
| Northrop, Hawthorne     | Vengeance Mk. IA | 91   | 109  |      | 200   |
| Consolidated, Downey    | XA-31A           | 1    |      |      | 1     |
| Consolidated, Nashville | A-35A            |      | 99   |      | 99    |
| Consolidated, Nashville | A-35B            |      | 561  | 270  | 831   |
| SUMME                   |                  | 786  | 875  | 270  | 1931  |

## Versionen
- Vengeance Mk. I/IA – A-31A, Vultee model 72
- Vengeance Mk. II – A-31B, Vultee model 85
- Vengeance Mk. III – A-31C, A-35A (A-31C mit 12,7-mm-MGs), Vultee model 88
- Vengeance Mk. IV – A-35B (stärkerer Motor mit 1723 PS, Bombenlast bis 907 kg, 12,7-mm-MGs), Vultee model 88

## Einsatzgeschichte

### Britische Einsätze
Die Vengeance wurde von der Royal Air Force (RAF), dem Fleet Air Arm (FAA) und der Indian Air Force (IAF/RIAF) verwendet. Sie wurde am meisten in Burma von der RAF verwendet. 1944 wurden die Maschinen durch leistungsfähigere Jagd- oder mittelschwere Bomber ersetzt. Sie dienten danach als Trainer und Zielflugzeug. Für diese Rolle wurde sie komplett entwaffnet. Die FAA erhielt die Vengeance erst 1944/45 und brachte sie nicht mehr an die vorderste Front.

### Australische Einsätze
Australien bestellte nach Kriegsausbruch als Sofortmaßnahme 400 Vengeances. Die ersten Maschinen wurden im Mai 1942 geliefert. Bis April 1943 erreichten keine größeren Anzahlen das Land. Es gab deshalb kaum Einsätze der Maschinen.
Im März 1944 wurden die Maschinen ausgemustert und durch B-24 Liberator ersetzt. Eine Bestellung von 58 Vengeances wurde storniert. Nur eine kleine Zahl blieb bis 1946 bei der RAAF im Dienst.
Folgende RAAF Einheiten verwendeten die Vengeance:
- No. 12 Squadron RAAF
- No. 21 Squadron RAAF
- No. 23 Squadron RAAF
- No. 24 Squadron RAAF
- No. 25 Squadron RAAF
- No. 3 Communication Unit RAAF
- No. 4 Communication Unit RAAF
- No. 5 Communication Unit RAAF
- No. 6 Communication Unit RAAF
- No. 7 Communication Unit RAAF
- No. 9 Communication Unit RAAF

## Technische Daten

Dreiseitenriss der A-35

| Kenngröße             | Daten der A-31 Vengeance Mk.I                                             |
| --------------------- | ------------------------------------------------------------------------- |
| Besatzung             | 2 (Pilot, Navigator/Bordschütze)                                          |
| Länge                 | 12,12 m                                                                   |
| Spannweite            | 14,63 m                                                                   |
| Höhe                  | 4,67 m                                                                    |
| Flügelfläche          | 30,84 m²                                                                  |
| Flügelstreckung       | 6,9                                                                       |
| Leermasse             | 4672 kg                                                                   |
| Startmasse            | 7439 kg                                                                   |
| Höchstgeschwindigkeit | 449 km/h                                                                  |
| Dienstgipfelhöhe      | 6800 m                                                                    |
| Reichweite            | 3701 km                                                                   |
| Triebwerk             | ein Wright Double Row Cyclone GR-2600-A5B-5-Sternmotor 1622 PS (1193 kW)  |
| Bewaffnung            | vier 7,62-mm-MGs vorne, zwei bewegliche 7,62-mm-MGs hinten, 680 kg Bomben |